# Dawno temu w Chinach 4
Dawno temu w Chinach 4 (chiń. upr. 黄飞鸿之四王者之风; chiń. trad. 黃飛鴻之四王者之風; pinyin Huáng Fēihǒng Zhī Sì Wáng Zhě Zhī Fēng; jyutping Wong4 Fei1-hung4 Zi1 Sei3 Wong4 Ze2 Zi1 Fung1) – hongkoński film akcji z 1993 roku w reżyserii Yuen Buna z Vincentem Zhao w roli chińskiego mistrza wschodnich sztuk walki Wong Fei Hunga.

## Obsada
- Vincent Zhao jako Wong Fei Hung
- Jean Wang jako ciotka May
- Max Mok jako Leung Foon
- Hung Yan-yan jako Clubfoot
- Billy Chow jako Żelazna Pięść
- Chin Kar-lok jako Tuen Tin-lui
- Lau Shun jako Wong Kei Ying
- Louis Roth jako ojciec Thomas
- Wang Zhiwen jako zastępca gubernatora
- Kar Lok Chin jako Lui
- Tak-Yan Wong jako Yan

## Fabuła
Akcja filmu rozgrywa się Chinach w 1900 roku, w schyłkowym okresie panowania Dynastii Qing. W osłabionym kraju znajdującym się pod wpływami zachodnich mocarstw, Wong Fei Hung jego narzeczona May oraz jej ojciec Wong Kei Ying starają się przeciwstawić nie tylko najeźdźcom, ale także feministycznemu i ksenofobicznemu Stowarzyszeniu Czerwonych Latarni.
Podczas jednej z parad, Stowarzyszenie atakuje niemiecki kościół. Z pomocą cudzoziemcom przychodzi Wong. Jako mistrz tańca (którym został w poprzednim filmie) zostaje poproszony przez jednego z generałów, żeby reprezentował Chiny w międzynarodowym konkursie tańca lwa. Ponieważ jest to właściwie wyzwanie rzucone Chinom przez sojusz ośmiu mocarstw, Państwo Środka musi zwyciężyć, żeby bronić swojej suwerenności i zademonstrować narodową siłę. Jako że jest to konkurs międzynarodowy uczestnicy mogą nosić dowolne maski zwierząt nie ograniczając się jedynie do maski lwa.
Zajęty walką ze Stowarzyszeniem Czerwonych Latarni, Wong spóźnia się na konkurs, który rozpoczyna się bez niego. Rywalizacja okazuje się bardzo brutalna, gdyż w maskach obcokrajowców znajdują się różne typy broni, którymi pomagają sobie w zwycięstwie. Z tego też powodu kilku tancerzy traci życie.
Kiedy Wong w końcu przybywa na miejsce jest wstrząśnięty i oburzony postępowaniem obcokrajowców, więc zgłasza prośbę o rewanż. Tym razem jego zespół jest lepiej przygotowany do rywalizacji i ostatecznie zwycięża. Jednak jak na ironię, tuż po swoim triumfie otrzymuje wiadomość, że armie sojuszu ośmiu państw najechały i zajęły Pekin, zadając Chinom wielki cios. Załamany Wong opuszcza miasto i wraz ze swoimi towarzyszami udaje się do Foshan.

## Przyjęcie filmu
Rezygnacja Jeta Li z roli Wong Fei Hunga oraz mniejszy udział w produkcji Tsui Harka spowodowały, że film nie odniósł takiego sukcesu, jak poprzednie części. Z drugiej strony pozwoliło to zrealizować go dużo mniejszym kosztem. Film otrzymał wiele negatywnych recenzji, ale zarobił ponad 11 000 000 dolarów hongkońskich, co przekonało producentów do nakręcenia części piątej.